# Displasia da válvula cardíaca
Displasia da válvula cardíaca  é um defeito congênito do coração, defeito este que afeta a aórtica,  válvulas cardíacas pulmonar, mitral e tricúspide. Estenose da valvula pulmonar e estenose das válvulas aórticas são discutidos separadamente. A displasia das válvulas mitral e tricúspide  pode causar o vazamento de sangue ou estenose.
A displasia das  válvulas mitral e tricúspide - também conhecido como válvula atrioventricular (AV) - pode aparecer como válvula espessada, reduzida, ou entalhada. A cordoalha tendinae podem ser fundidas ou espessadas. Os músculos papilares pode ser aumentados ou atrofiados. A causa é desconhecida, mas a genética desempenha um grande papel. Cães e gatos com displasia da válvula tricúspide, muitas vezes, também tem um forame oval, uma comunicação interatrial, ou inflamação do atrial direito epicardium. Em cães, displasia da válvula tricúspide pode ser semelhante a anomalia de Anomalia de Ebstein em seres humanos.
A estenose da válvula mitral  é uma das doenças cardíacas congênitas mais comuns em gatos. Em cães, é mais comumente encontrado em Dogue alemão, Pastor-alemão, Bull Terrier, Golden Retrievers, Terra-nova, e Mastiffs. A displasia da válvula tricúspide  é mais comum no Bobtail, Pastor alemão, Weimaraner, Labrador Retriever, Grande Pirineus, e, às vezes, no Papillon.[carece de fontes?] é herdada do Labrador Retriever.
A doença e os sintomas são semelhantes à progressão de aquisição da doença em cães mais velhos. O escapamento da válvula leva o coração ao alargamento, arritmias e insuficiência cardíaca congestiva. A displasia da válvula cardíaca  pode ser tolerada por anos ou progredir para insuficiência cardíaca no primeiro ano de vida. O diagnóstico é feito com um ecocardiograma. O prognóstico é ruim, com significativo alargamento do coração.

## Galeria

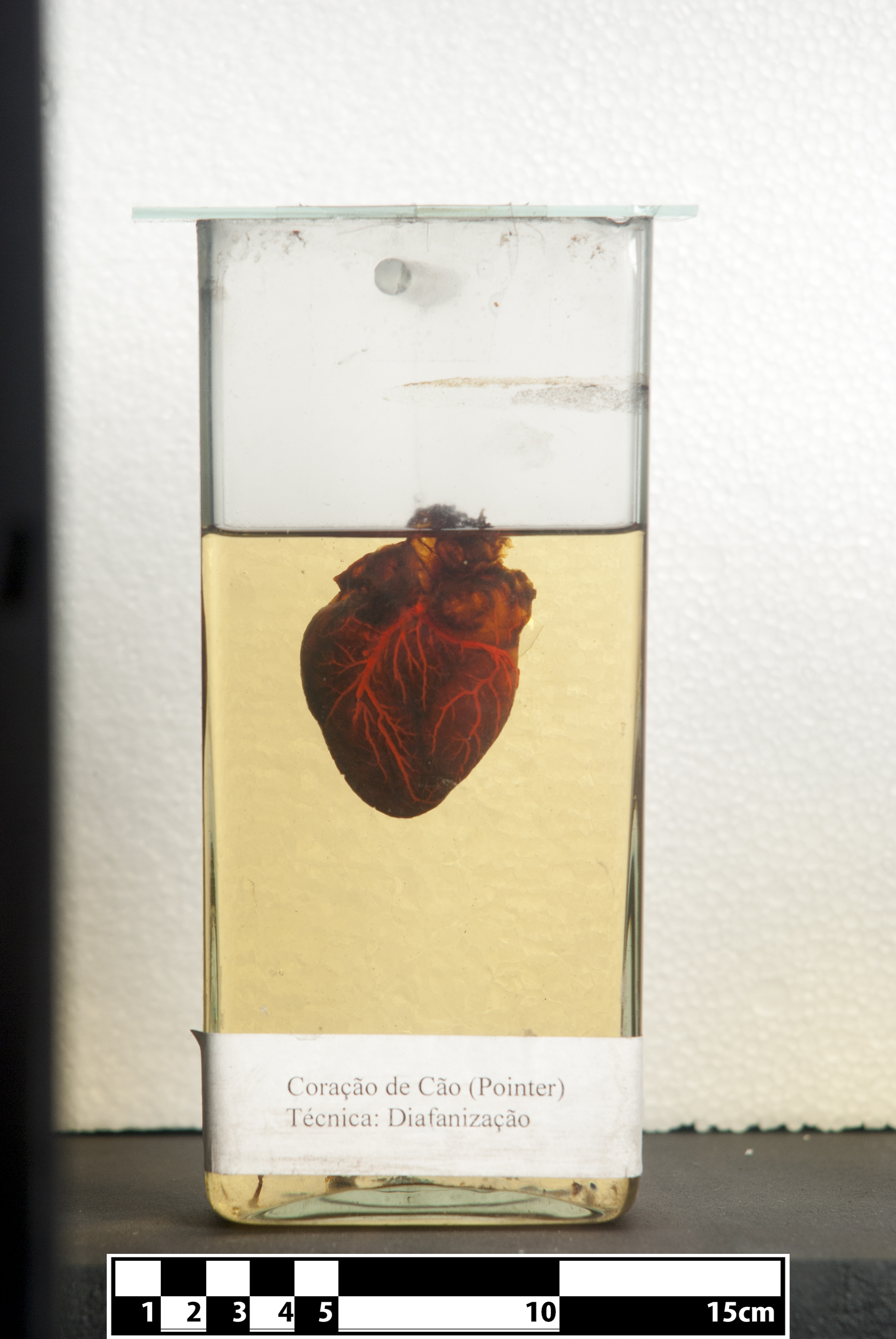
Coração canino (Pointer). Em exposição no MAV/USP.
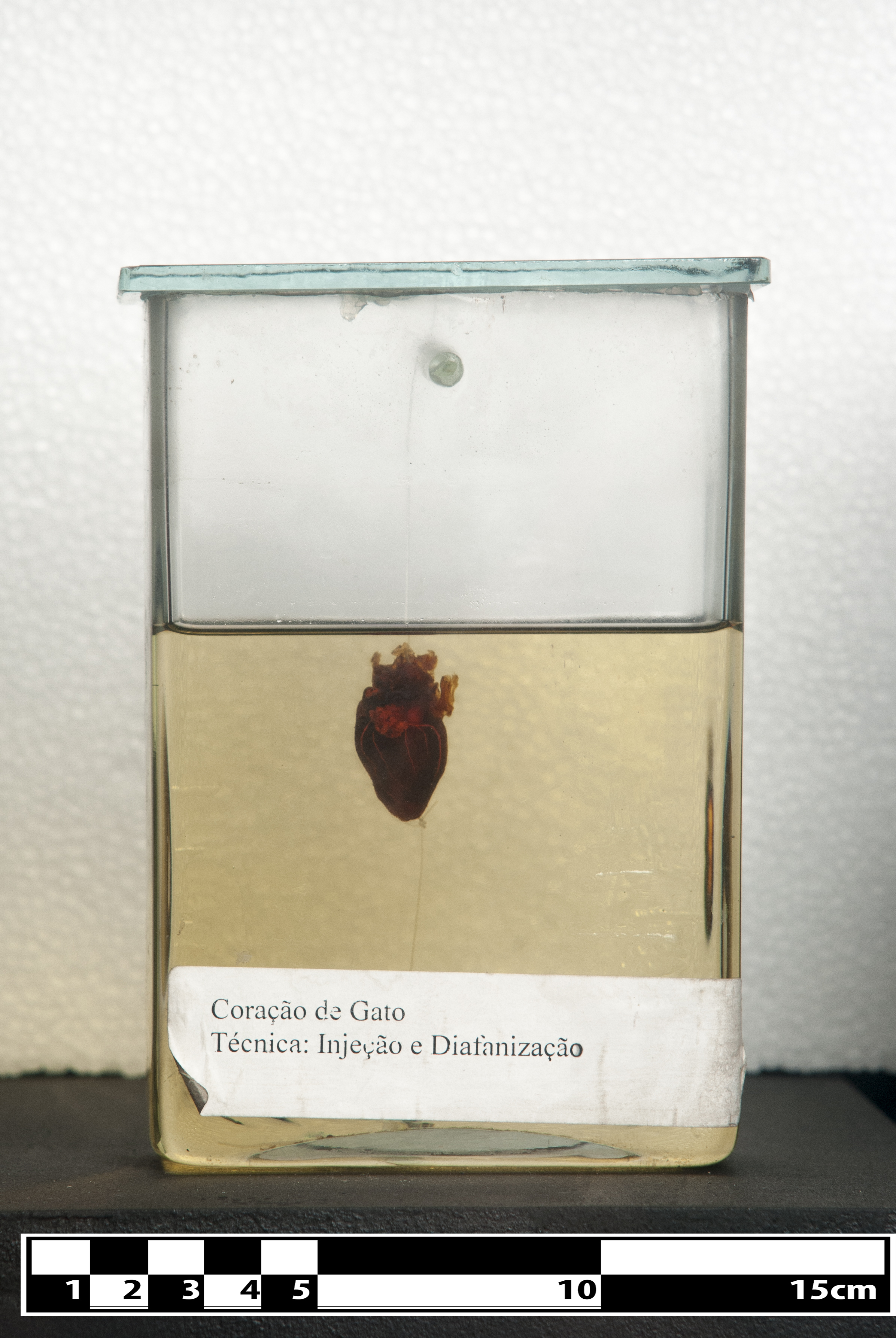
Coração de gato. Em exposição no MAV/USP.
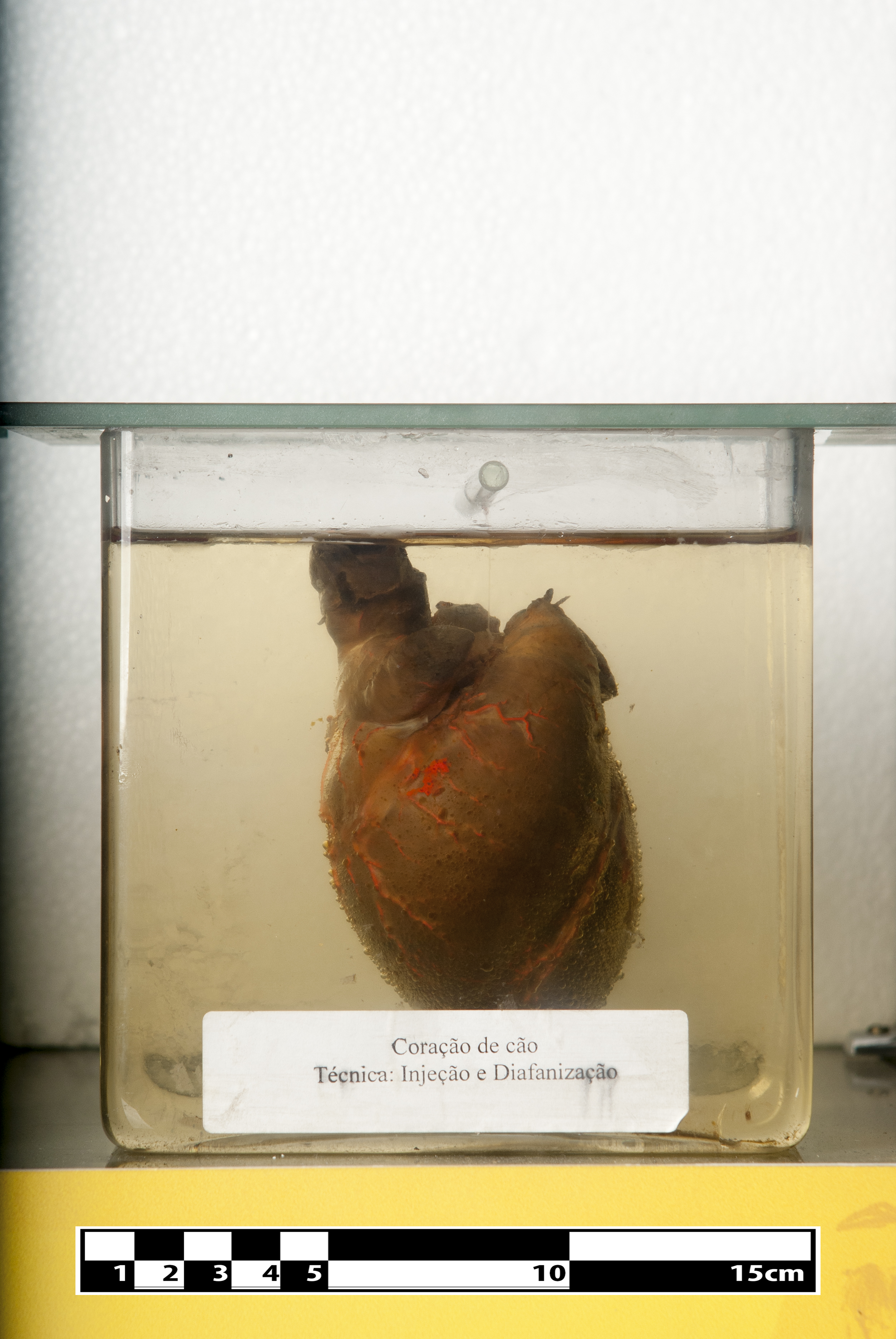
Coração canino. Em exposição no MAV/USP.
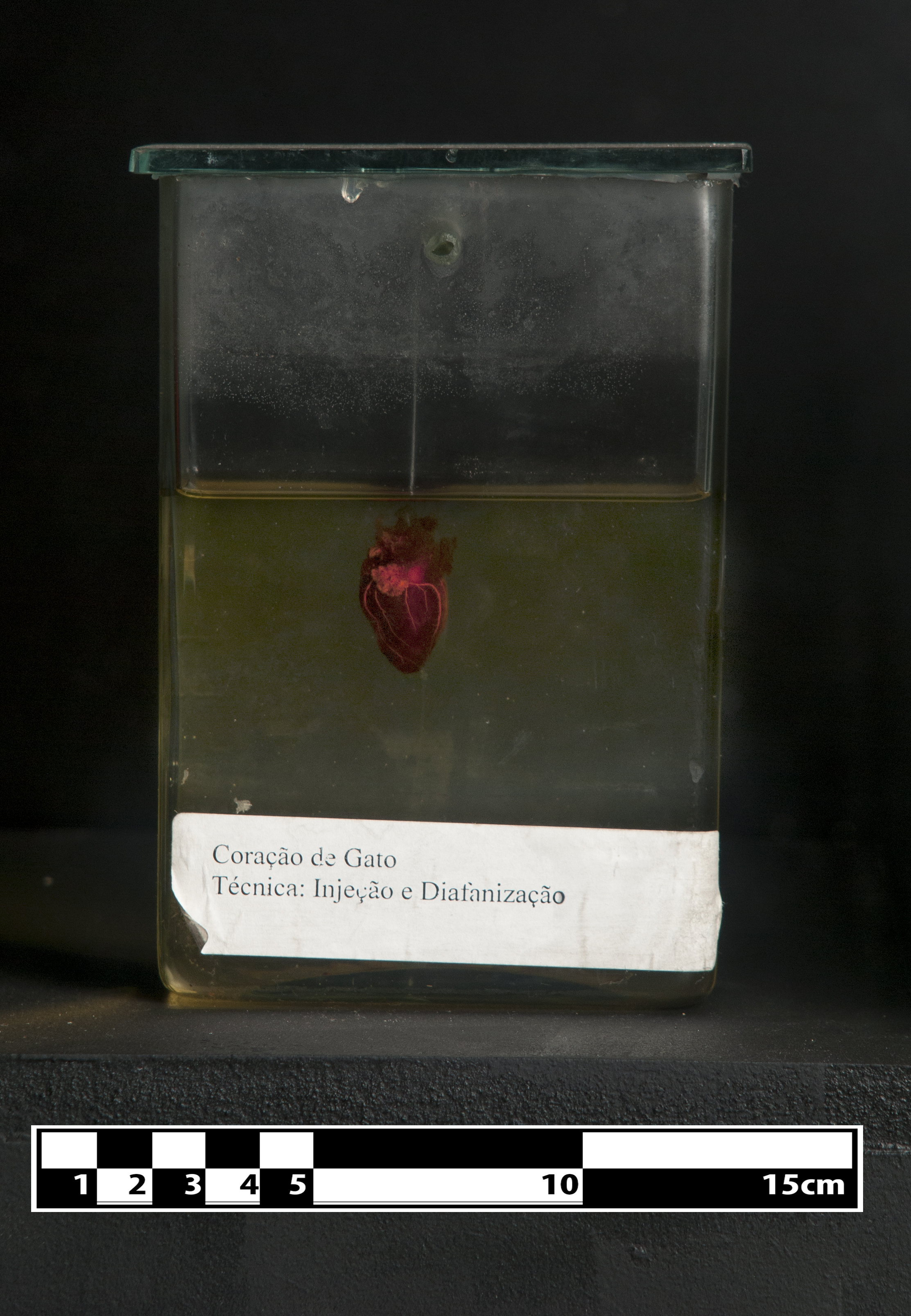
Coração de gato. Em exposição no MAV/USP.